# Tramwaje w Trondheim

Sieć tramwajowa Trondheim

Tramwaje w Trondheim – system komunikacji tramwajowej w norweskim mieście Trondheim. Po likwidacji tramwajów w Archangielsku, sieć tramwajowa w Trondheim jest najbardziej wysuniętą na północ siecią na świecie.

## Historia
Tramwaje w Trondheim uruchomiono w 1901 jako elektryczne, które kursowały po torach o szerokości 1000 mm na 3,5 km trasie. 
W 1909 podjęto decyzję o modernizacji sieci, którą ukończono w 1913, wybudowano wtedy między innymi 2,5 km linię Elgeseterlinjen. W 1916 uruchomiono linię Gråkallbanen, która działa do dzisiaj. W 1924 otwarto muzeum tramwajów – wstęp do muzeum jest darmowy. W czasie II wojny światowej zanotowano wzrost przewożonych pasażerów. Po wojnie przystąpiono do remontów tras, także w 1955 wszystkie trasy były dwutorowe. 10 października 1956 w zajezdni wybuchł pożar. W czasie pożaru spłonął niemal cały tabor, w tym wszystkie najnowsze wagony zakupione w ostatnich latach. W 1958 sieć tramwajowa osiągnęła długość 24 km. W 1968 linę tramwajową nr 3 zastąpiono autobusami. W 1974 połączono przedsiębiorstwa tramwajowe i autobusowe w jedno o nazwie Trondheims Trafikkselskap. Tramwaje w Trondheim zamknięto 12 czerwca 1988 roku. 
Pierwszym krokiem do przywrócenia komunikacji tramwajowej w mieście była decyzja rady miasta z 14 października 1989 o utworzeniu spółki AS Gråkallbanen. Ruch tramwajów wznowiono na jednej trasie 18 sierpnia 1990. W 2006 AS Gråkallbanen złożyło propozycję przedłużenia linii, jednak pomimo poparcia przez władze miasta nie podjęto ostatecznej decyzji o budowie linii.

## Linia
W Trondheim działa tylko jedna linia o długości 8,8 km na trasie:
St. Olavs gate − Hospitalkirka − Ila − Bygrensen − Breidablikk − Hoem − Munkvoll − Ugla − Lian
Największą atrakcją są dwa wiadukty po 50 m i 90 m.

## Tabor
W mieście eksploatowanych jest 9 tramwajów LHB GT6. Do roku 2000 było 11 tramwajów (dwa zezłomowano).